# 爱娃·勃劳恩
爱娃·安娜·宝拉·希特勒（德語：Eva Anna Paula Hitler，1912年2月6日—1945年4月30日），婚前姓布劳恩（德語：Braun），阿道夫·希特勒的长期伴侣，兩人直到在元首地堡自殺前近40小时才正式結婚。17岁时于慕尼黑为海因里希·霍夫曼（希特勒专职摄影师）工作，为霍夫曼助理及模特，由此结识了希特勒，在两年之后与希特勒发展为恋爱关系。两人恋情初期布劳恩曾两次试图自杀，至1936年布劳恩已成为希特勒位于贝格霍夫行馆的家庭成员，并在第二次世界大战期间受到庇护。作为一名摄影师，布劳恩拍摄了诸多希特勒的彩色照片及影像，她是希特勒内部社交圈的核心成员，但在1944年其妹格蕾特与党卫队联络官赫尔曼·菲格莱因的婚礼前从未与希特勒共同出席公众活动。
第二次世界大战收尾阶段，布劳恩向希特勒表示忠心并前往柏林总理府之下的元首地堡与其相伴。1945年4月29日苏联红军逼近这一区域，布劳恩经一简短民事婚礼同希特勒成婚（是时布劳恩33岁，希特勒56岁）。不及40小时之后，两人于地堡的房间内共同自杀，布劳恩服用氰化鉀，希特勒则开枪打中太阳穴，德国民众日后才得知兩人的情感关系。

## 早年生活

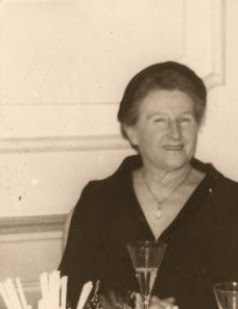
爱娃之母弗朗西斯卡·布劳恩

爱娃·布劳恩生于慕尼黑，为教师弗里德里希·布劳恩（“弗里茨”）和裁縫師弗朗西斯卡·布劳恩（“范妮”）次女。姐姐伊爾澤·布勞恩生于1909年，妹妹玛格丽特（格蕾特）生於1915年。弗里德里希和弗朗西斯卡于1921年4月离异，1922年11月重婚，可能是受经济状况所迫而为之（当时德国饱受恶性通货膨胀的影响）。布劳恩在慕尼黑的一所天主教会學校接受教育，后至因河畔辛巴赫英格兰修女院学习经济一年，成绩一般，但展现出了在体育方面的才能。17岁时布劳恩开始为纳粹党官方摄影师海因里希·霍夫曼工作，最初职责限于助理和售货，但很快学会了拍照及冲洗照片。1929年10月，布劳恩在霍夫曼位于慕尼黑的工作室與希特勒相識（希特勒较布劳恩年长23岁），此时希特勒自称“沃尔夫先生”。爱娃之妹格蕾特亦自1932年起为霍夫曼工作，姐妹两人在一段时间内共租一公寓。日后格蕾特伴随布劳恩与希特勒一同前往上薩爾茨堡。

## 与希特勒的关系
1929年起希特勒与同父异母侄女吉莉·拉鲍尔共居于慕尼黑摄政王广场16号一公寓内。1931年9月18日拉鲍尔在公寓中持希特勒手枪飲彈自殺，当时希特勒则位于纽伦堡。兩人关系对于希特勒及其重要，拉鲍尔亦可能是希特勒一生中最为亲近的人物之一；此后希特勒与布劳恩愈发亲近。
1932年8月10日（或11日）布劳恩持父亲的手枪试图自杀，开枪擊中胸部。史学家认为这一企图更可能是为获取希特勒的注意力。在布劳恩康复后，希特勒对她更加投入，而至1932年兩人已发展成为情侣。在希特勒造访慕尼黑时，布劳恩时常至他公寓与之过夜。1933年后布劳恩成为霍夫曼席下摄影师，由此得以同霍夫曼和希特勒的其他随从共同旅行，并为纳粹党从事拍攝活动。日后布劳恩亦开始为霍夫曼的艺术出版事业工作。
根据布劳恩日记及传记家内林·根所述，1935年5月布劳恩认为希特勒对其感情投入不足，于是刻意过量服用安眠药，第2次试图自杀。同年8月，希特勒为布劳恩及妹妹在慕尼黑提供了有三房一廳的公寓，次年姐妹二人则入住了位于博根豪森瓦瑟堡街12号的一幢别墅。至1936年当希特勒居于贝希特斯加登贝格霍夫行馆时，布劳恩总是与他相伴，但多数时候她居住于慕尼黑。布劳恩在柏林德国总理府中亦有专属居所，由阿尔伯特·斯佩尔设计建造。
1935年布劳恩作为霍夫曼随从人员首次参加纽伦堡党代会，希特勒同母异父姐安格拉·拉鲍尔（吉莉之母）对此表示不满，后来希特勒解除了安格拉作为贝希特斯加登管家的职务。史学家不确定安格拉是否是因其对布劳恩的态度而遭到解职的，但此舉仍在希特勒随从者心中塑造了布劳恩不可动摇的地位。
希特勒希望塑造一贞洁的英雄形象。在纳粹意识形态中，男性为政治领袖和战士，女性则为持家者。希特勒自认对女性具有吸引力，认为成婚将会对本人形象产生影响，由此希望通过保持单身以达成政治目的。他与布劳恩从未在公众场合作为伴侣共同出现，唯一一次在对外发布照片中共同出现是于1936年冬季奥林匹克运动会，但布劳恩也仅是坐在希特勒附近而已。德国民众在战后才得知希特勒和布劳恩的关系。斯佩尔在回忆录中称布劳恩从未与希特勒共居于一室，在贝格霍夫、希特勒柏林居所及柏林地堡中均有私人卧室。斯佩尔日后表示“爱娃·布劳恩将会使史学家十分失望”。
传记家海克·戈特马克称女性在第三帝国政治中并无重要地位。布劳恩对希特勒的政治影响显然可以忽略不计。在商务和政治讨论时，或是在内阁成员和其他官员和使节来访时，布劳恩均须离开房间。布劳恩本人并非纳粹党成员。霍夫曼在战后回忆录中称布劳恩的观点“无价值且愚蠢”；她的主要兴趣为体育、服装和电影，居于庇护条件之下，处境优越，对政治兴趣索然。1943年德国完全转向总体战经济，女性化妆品和奢侈品可能因此禁止使用，布劳恩由此难得地展现了政治立场。斯佩尔在回忆录中称布劳恩“极为愤慨”地质问了希特勒，希特勒则私下指示时为军火部长的斯佩尔停产而非全面禁止女性化妆品和奢侈品。
在与希特勒发展关系之后，布劳恩继续为霍夫曼工作，她为希特勒内圈人士拍摄了诸多相片及影像，并将其中一些以极高价格出售给霍夫曼，直至1943年她仍自霍夫曼的公司获取收入。布劳恩同时还是希特勒的私人秘书，借此身份得以自由出入总理府，不过她通常仅使用总理府侧门及后方楼梯。戈特马克称布劳恩和希特勒的性生活相对正常。布劳恩亲友称她在看到一张1938年英國首相内维尔·张伯伦坐在希特勒慕尼黑公寓內沙发上的照片时暗自作笑，并称“他不知道那张沙发上发生过些什么”。
1944年6月3日布劳恩之妹格蕾特与党卫队集团领袖及海因里希·希姆莱手下联络官赫尔曼·菲格莱因成婚。希特勒借此机会使布劳恩得以在公众场合以菲格莱因亲属身份亮相。菲格莱因在战争收尾阶段试图逃亡瑞典、瑞士未成，希特勒下令将其处决。1945年4月28日菲格莱因在总理府花园内以逃兵罪名處以枪决。

## 生活

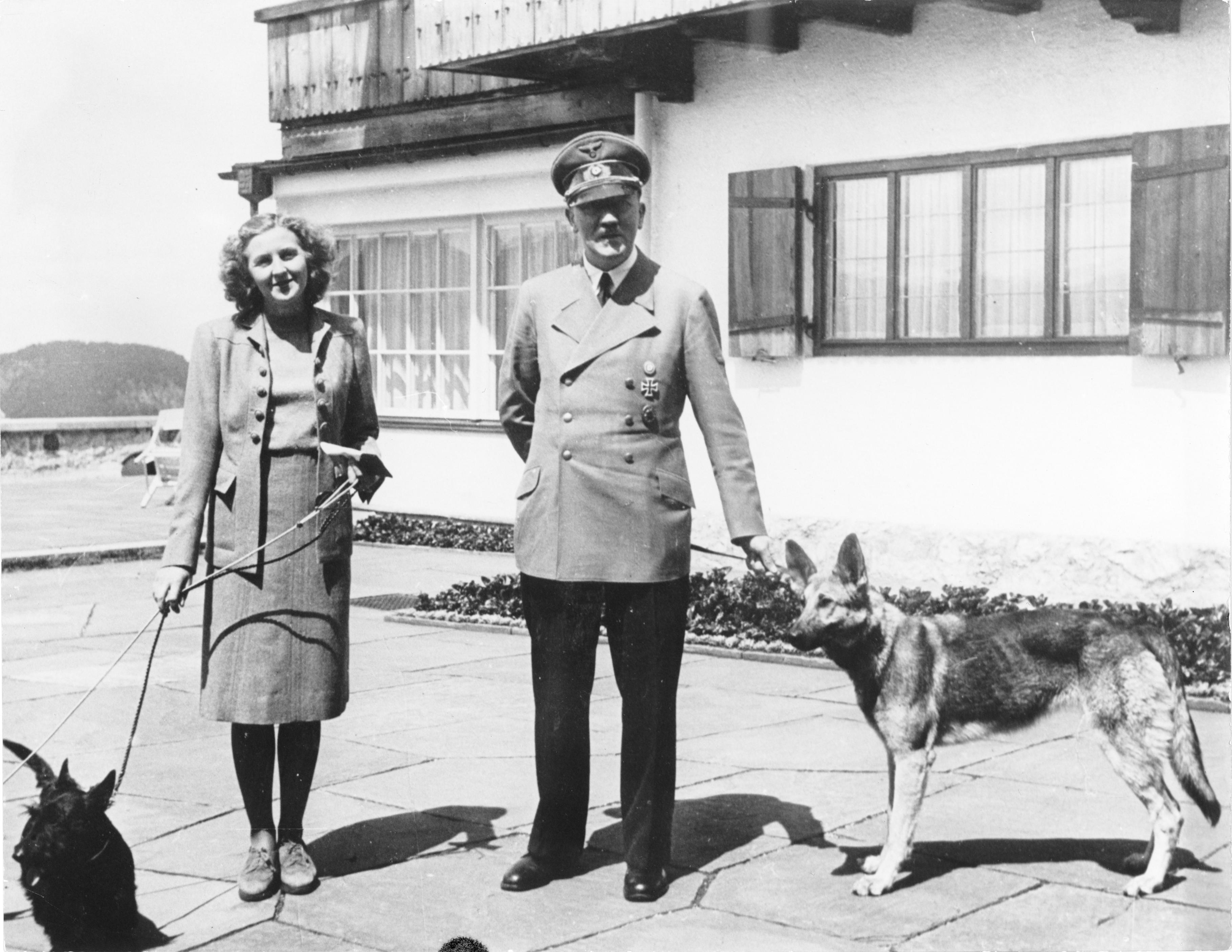
布劳恩与希特勒共同遛狗

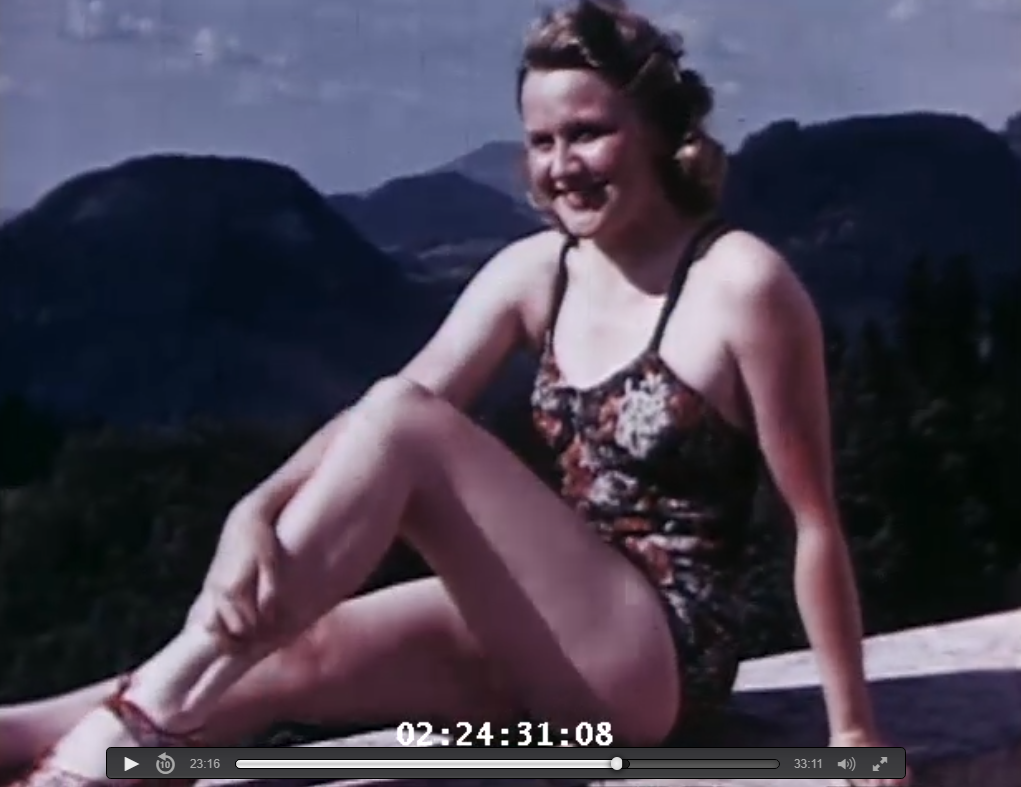
穿泳衣的布劳恩

1933年希特勒在上萨尔兹堡山上购置一小型住所，1934年开始对之进行改造，1936年完工，增添了一大型侧厅和一系列其他建筑。建筑所在区域设为隔開禁区，山上其他建筑为纳粹党购置并拆除。布劳恩及其他随从人员在居于此地时基本与外界完全隔离。斯佩尔、戈林和鲍曼亦在这一区域内建设了居所。
希特勒的侍从海因茨·林格在回忆录中称，在贝格霍夫居所内希特勒和布劳恩的两间卧室和浴室相联，每晚就寝前希特勒总会在书房中与布劳恩独处。布劳恩着晨衣或家常服并饮红酒，希特勒则饮茶。两人在公众场合从不展现亲昵或身体接触，即便在贝格霍夫亦是如此。布劳恩在有人来访时担任女主持，但并不参与日常家庭运作事宜。在贝格霍夫，仅有她一人能时常邀请亲友来访。
海莉耶塔·冯·希拉赫建议布劳恩在战后进行躲藏，但布劳恩回应：“你觉得我会让他独自死去嗎？我会和他共处直至最后一刻……”希特勒在遗嘱中指示本人死后布劳恩将每年获得12,000国家马克。他非常喜爱布劳恩，在她参加运动或晚归时时常颇为担心。
布劳恩非常喜爱其两只苏格兰㹴犬内古斯和史塔西，并为之拍摄了影像。她通常将二犬与希特勒的德国牧羊犬布隆迪分隔开来。1945年4月29日希特勒下令随从对布隆迪试用氰化钾（用于次日二人自杀），布隆迪由此死去。布劳恩二犬及布隆迪的犬子则于4月30日由希特勒的训狗师弗里茨·托诺射杀。

## 成婚及自杀
1945年4月初，布劳恩自慕尼黑前往柏林，赴元首地堡与希特勒会合。布劳恩在苏联红军逼近柏林时拒绝撤离。4月28日至29日午夜，希特勒与布劳恩在一小规模民事婚礼中正式结为夫妻，约瑟夫·戈培尔和马丁·鲍曼见证了这一婚礼。此后希特勒与新婚妻子共享了一顿简约的婚礼早餐。成婚之后布劳恩的法定姓名变为爱娃·希特勒，在签署其婚姻证明时她写上字母“B”以表其婚前姓（布劳恩），然后将之划去，改而写上婚後姓“Hitler”（希特勒）。
1945年4月30日下午1时，布劳恩和希特勒同地堡员工和其他内圈人员作别。同日下午约3时30分，数名目击证人称听到一巨大枪响。几分钟后，希特勒侍从海因茨·林格及党卫队副官奥托·京舍进入书房，发现了两人位于沙发上的尸体。布劳恩服一氰化钾胶囊，希特勒则对右太阳穴开枪。尸体经楼梯和地堡紧急出口搬运至总理府后方花园，并于该处焚毁。布劳恩时年33岁。
苏联红军发现了两具焚毁的尸体。5月11日希特勒的牙医雨果·布拉什克、其牙医助理凯特·霍伊瑟曼及牙科技师弗里茨·埃希特曼确认两具遗骸属于希特勒和布劳恩。苏联方面将两具遗体秘密安葬于东德马格德堡的一处施密尔舒设施中；同时同地下葬的还包括约瑟夫和玛格达·戈培尔及两人六名子女的遗体。1970年4月4日，苏联一克格勃小队获取埋葬地信息，秘密发掘了五个含遗骸的木箱，对之进行了彻底的焚烧和粉碎，并将骨灰撒入附近易北河支流比德里茨河中。
布劳恩的其他家庭成员在战争中得以幸存。母亲弗朗西斯卡在巴伐利亚州鲁波尔丁一旧农舍中度过余生，1976年1月过世，时年96岁。父亲弗里茨于1964年过世。妹妹格蕾特于1945年5月5日产下一女，名爱娃。日后她同商人库尔特·柏林霍夫成婚，1987年过世。姐姐伊尔莎不是希特勒的内圈成员，经历两次婚姻，1979年过世。

## 延伸阅读
- Alexander, Alex. . Rijswijk: Elmar. 2005. ISBN 978-90-389-1547-0. （荷兰文）
- Gun, Nerin E. . New York: Meredith Press. 1968. OCLC 712347.

## 外部連結
- 有关爱娃·勃劳恩在德国经济学中央图书馆（ZBW）20世纪新闻档案中的剪报。